# گی دکار
گی دکار (به فرانسوی: Guy de Pérusse des Cars, dit Guy des Cars) نویسنده قرن بیستم میلادی اهل فرانسه است.